# Иземеть
Иземеть — деревня в Тобольском районе Тюменской области, входит в состав Ачирского сельского поселения.
Деревню разделяет река Иземетка. 

## Население
| 2010 |
| ---- |
| 189  |